# In Full Effect
In Full Effect é o terceiro álbum de estúdio do grupo de hip-hop/electro Mantronix, e o primeiro álbum lançado pela Capitol Records. In Full Effect foi o álbum que alcançou maior posição nas paradas de hip-hop, alcançando número 18 em 1988 na revista Billboard. In Full Effect foi também o último que contou com a partipação do rapper MC Tee.

## Faixas
1. "Join Me, Please... (Homeboys—Make Some Noise)" - 4:22
2. "Love Letter (Dear Tracy)" – 4:27
3. "Gangster Boogie (Walk Like Sex...Talk Like Sex)" – 3:59
4. "In Full Effect (In Full Effect)" – 3:54
5. "Get Stupid Fresh (Part III)" – 3:47
6. "Simple Simon (You Gotta Regard)" – 4:03
7. "Sing a Song (Break it Down)" – 4:08
8. "Do You Like...Mantronik (?)" – 3:23
9. "Mega-Mix ('88)" (Instrumental) – 4:50